# Mckelveyite-(Y)
La mckelveyite-(Y) est un minéral carbonaté hydraté, du groupe de la mckelveyite, contenant du sodium, du baryum, de l'yttrium et de l'uranium, de formule chimique Ba3Na(Ca,U)Y(CO3)6·3H2O ou NaCaBa3Y(CO3)6·3H2O. Son symbole IMA est Mkv-Y.
Le suffixe « (Y) » a été ajouté en 1987 par l'IMA en application de la règle d'Alfred Levinson pour les minéraux contenant des terres rares essentielles, indiquant dans ce cas la prédominance de l'yttrium.

## Occurrence
Elle a été décrite pour la première fois en 1965 à partir d'échantillon provenant de la formation de Green River, Comté de Sweetwater, dans le Wyoming, et porte le nom de Vincent Ellis McKelvey (1916 - 1985), ancien directeur de l'Institut d'études géologiques des États-Unis.
Elle est associée aux couches de trona dans la formation de Green River et a été recensée dans une intrusion alcaline dans le massif des Khibiny dans la péninsule de Kola en Russie. Elle se trouve en association avec l'ewaldite, l'aegirine, la biotite, le quartz, la labuntsovite, la searlésite et la leucosphénite dans la Formation de Green River. Dans le massif des Khibiny, elle se produit avec l'ewaldite, la belovite-(Ce), la fluorine, la nénadkévichite, l'ancylite-(Ce), la synchysite-(Ce), la kukharenkoïte-(Y), la burbankite, la calcite, la barytine et l'orthose. Dans le complexe de Khanashin, en Afghanistan, elle se forme avec de la dolomite, de la calkinsite-(Ce), de la carbocernaïte, de la khanneshite et de la barytine. Elle a également été signalée dans le complexe intrusif du Mont Saint-Hilaire au Québec.
Un minéral apparenté riche en néodyme, la mckelveyite-(Nd), a été décrit à la suite d'une occurrence dans le massif alcalino-ultrabasique de Vuoriyarvi dans la péninsule de Kola. Cependant, le minéral n'a pas été approuvé par l'IMA.